# NGC 39
NGC 39 je spiralna galaksija brez prečke v ozvezdju Andromede. Njen navidezni sij je 14,21m. Od Sonca je oddaljena približno 62,8 milijonov parsekov, oziroma 204,73 milijonov svetlobnih let.
Galaksijo je odkril William Herschel 2. novembra 1790.